# 蒂亚戈·阿尔坎塔拉
蒂亚戈·阿尔坎塔拉·多纳西门托（葡萄牙語：Thiago Alcántara do Nascimento，1991年04月11日—），简称蒂亚戈，是出生于意大利的巴西裔西班牙籍已退役足球运动员，最後效力于英超球會利物浦，司职中場，2024年7月初宣佈結束球員生涯。

## 俱乐部生涯

### 早年
蒂亚戈出生于意大利圣皮耶特罗韦尔诺蒂科，其父亲为前巴西足球运动员、1994年世界杯冠军成员马齐尼奥。在蒂亚戈5岁的时候，他被父亲从巴西的法林明高青训营带到西班牙，并在加利西亚的尼格兰加入了当地球队乌雷卡（Ureca）。2001年，当他父亲转会埃尔切后，蒂亚戈又改投克尔默（Kelme CF）。此后，蒂亚戈在10岁时回到巴西弗拉门戈，直到2005年才被巴塞罗那相中而重返西班牙，并与其弟拉芬拿·艾簡達拿一同在拉玛西亚受训。

### 巴塞罗那
2009年5月17日，在蒂亚戈18岁之际，他首次代表巴塞罗那一线队在对阵皇家馬略卡的比赛中亮相，于第63分钟替换古德约翰森出场。2010年2月20日，当蒂亚戈于第76分钟替换亚亚·图雷出场后即射入了他加盟巴塞罗那的首个入球，帮助球队在诺坎普以4比0战胜桑坦德竞技。他的第2个入球是在2011年4月9日对阵阿梅里亞的比赛中，将比分改写为2比1。在2010-11赛季结束后，蒂亚戈共为巴塞罗那出场17次，射入3球并有3次助攻。2011年6月29日，他与巴塞罗那完成了续约，合同有效期直至2015年6月30日止，并包含价值9,000万欧元的解约金条款。这一条款是在蒂亚戈的父亲及经纪人佩雷·瓜迪奥拉（即佩普·瓜迪奥拉的长兄）经过磋商后坚持加入的，巴西世界冠军马津霍表示，巴塞罗那必需保证每个赛季给予这位中场球员参加球队60%以上的比赛，且每场比赛的出场时间不得少于30分钟，否则违约金将自动下调。
在2011年西班牙超級盃的第一回合对阵皇家马德里的比赛中，蒂亚戈首发出场，后于第58分钟被哈維换下。在该赛季西甲首轮巴萨以5比0大胜比利亞雷阿爾的比赛中，蒂亚戈即射入1球。2012年4月29日，在巴萨以7比0横扫巴列卡诺的比赛中，蒂亚戈又射入全场的第5个入球。
然而在2012-13赛季，蒂亚戈在代表球队出场的总共36场比赛中有15场出场时间都少于30分钟，这意味着巴塞罗那没有能够履行合同的规定，其违约金则自动下调至1,800万欧元。包括曼联及拜仁慕尼黑在内的众多欧洲豪门均有意启动这一违约金条款将其购入。

### 拜仁慕尼黑
2013年7月14日，拜仁慕尼黑官方宣布与蒂亚戈完成转会签约。双方签订了一份为期4年的合同，年薪400万欧元。总转会费则为2,500万欧元，其中2,000万欧元的转会费由拜仁支付，余下500万欧元来自拜仁和巴萨进行的友谊赛收入，如不足，将从蒂亚戈的薪水中扣取。
2019/20球季，蒂亚戈随拜仁慕尼黑在歐聯賽事以全勝姿態奪冠，並且繼2012/13球季後再次享譽歐聯、德甲及德國盃三冠王。

### 利物浦
2020年9月18日，利物浦以2,000萬英鎊從拜仁慕尼黑簽下泰亞高，雙方簽約四年。

2020年9月20日，泰亞高在球隊以2-0擊敗切尔西的客場比賽中首次亮相。
2021年5月8日，蒂亞戈在球隊以2比0戰勝修咸頓的比賽中為利物浦踢進了自己的第一個英超進球。

## 国家队生涯
2008年，蒂亚戈作为西班牙17岁以下国家足球队的一员参加了歐洲U-17足球錦標賽，并随队最终获得冠军。2009年，蒂亚戈首次入选西班牙19岁以下国家足球队，并在同年5月21日在塔林以5比1战胜捷克的比赛中于第86分钟替换法蘭·梅里達登场亮相。两天后，他又在对阵爱沙尼亚的比赛中射入个人在这一组别国家队的首球，帮助球队以3比0获胜。2010年，蒂亚戈还随西班牙进入了欧洲U-19足球锦标赛的决赛，却以1比2不敌东道主法国。
在西班牙21岁以下国家足球队中，蒂亚戈共参加了23场比赛，射入6球。他的首秀是在2010年9月2日，西班牙以2比1战胜荷兰的比赛中于第46分钟替换鲁本·佩雷兹登场。蒂亚戈在这一组别国家队的首球则是在2011年歐洲U-21足球錦標賽决赛，他在第81分钟凭借一记40米开外的大力任意球破门，帮助西班牙以2比0战胜瑞士夺冠。他也被评为本场比赛的最佳球员。两年后，他再度随西班牙在以色列成功卫冕这项锦标，并在以4比2战胜意大利的决赛中分别利用头球、左脚及右脚射门完成帽子戏法。
2011年8月10日，蒂亚戈首次入选西班牙国家足球队，并在客场以1比2不敌意大利的友谊赛中于下半场替换安杜尼·伊拉奧拿出场。此外，他还因伤错过了参加2012年欧洲足球锦标赛和2012年伦敦奥运会的机会。
2016年6月，蒂亞戈代表西班牙參加了2016年的歐洲國家盃，西班牙在16强中0比2負於意大利遭到淘汰。蒂亞戈在該屆賽事出場2次。

## 個人生活
蒂亚戈是巴西前足球运动员马齐尼奥（本名约马尔·多纳西门托，Iomar do Nascimento）的儿子，后者曾于1994年國際足協世界盃随巴西队夺得冠军。2015年6月27日，蒂亚戈与女友茱莉亚·威格斯在西班牙加泰罗尼亚的圣克里门德佩拉尔塔举行了婚礼。
他拥有双重国籍：巴西国籍和西班牙国籍。
蒂亚戈会多种语言；他精通五种语言：西班牙语、葡萄牙语、加泰罗尼亚语、德语和英语。他的母亲瓦莱里娅·阿尔坎塔拉过去则曾是一位排球运动员。他的弟弟拉芬拿效力于巴黎聖日耳曼；其兒時朋友罗德里戈则效力于列斯聯。

## 荣誉
巴塞罗那
- 西甲联赛冠军：2009-10赛季，2010-11赛季，2012-13賽季
- 西班牙國王盃冠軍﹕2011-12賽季
- 欧洲冠军联赛冠军：2010-11赛季
- 西班牙超级杯冠军：2010年，2011年
- 欧洲超级杯冠军：2011年
- 世界冠軍球會盃冠軍：2011年

拜仁慕尼黑
- 德甲冠軍：2013－2014、2014－2015、2015－2016、2016－2017、2017－2018、2018－2019、2019－2020賽季
- 德国超级杯冠軍:2016年、2017年、2018年
- 德國盃冠軍：2013–14、2015–16、2018–19、2019–20賽季
- 欧洲超级杯冠军：2013年
- 國際足協世界冠軍球會盃冠军：2013年
- 歐洲冠軍聯賽冠軍：2019－20賽季

利物浦
- 英格蘭足球聯賽盃冠軍：2021–22
- 英格蘭足總盃冠軍：2021–22
- 英格兰社区盾冠军：2022年

西班牙国家青年队
- 歐洲17歲以下青年足球錦標賽冠軍：2008年
- 歐洲21歲以下青年足球錦標賽冠軍：2011年、2013年

个人
- 歐洲21歲以下青年足球錦標賽最佳球员：2013年
- 歐洲21歲以下青年足球錦標賽最佳陣容：2013年